# Liste des albums musicaux numéro un au Billboard 200 en 1979
Cette page liste les albums musicaux ayant eu le plus de succès au cours de l'année 1979 aux États-Unis d'après le magazine Billboard.

## Historique
| Date          | Artiste(s)          | Titre                                   | Référence |
| ------------- | ------------------- | --------------------------------------- | --------- |
| 6 janvier     | Barbra Streisand    | Barbra Streisand's Greatest Hits Vol. 2 |           |
| 13 janvier    | Barbra Streisand    | Barbra Streisand's Greatest Hits Vol. 2 |           |
| 20 janvier    | Barbra Streisand    | Barbra Streisand's Greatest Hits Vol. 2 |           |
| 27 janvier    | Billy Joel          | 52nd Street                             |           |
| 3 février     | The Blues Brothers  | Briefcase Full of Blues                 |           |
| 10 février    | Rod Stewart         | Blondes Have More Fun                   |           |
| 17 février    | Rod Stewart         | Blondes Have More Fun                   |           |
| 24 février    | Rod Stewart         | Blondes Have More Fun                   |           |
| 3 mars        | Bee Gees            | Spirits Having Flown                    |           |
| 10 mars       | Bee Gees            | Spirits Having Flown                    |           |
| 17 mars       | Bee Gees            | Spirits Having Flown                    |           |
| 24 mars       | Bee Gees            | Spirits Having Flown                    |           |
| 31 mars       | Bee Gees            | Spirits Having Flown                    |           |
| 7 avril       | The Doobie Brothers | Minute by Minute                        |           |
| 14 avril      | The Doobie Brothers | Minute by Minute                        |           |
| 21 avril      | Bee Gees            | Spirits Having Flown                    |           |
| 28 avril      | The Doobie Brothers | Minute by Minute                        |           |
| 5 mai         | The Doobie Brothers | Minute by Minute                        |           |
| 12 mai        | The Doobie Brothers | Minute by Minute                        |           |
| 19 mai        | Supertramp          | Breakfast in America                    |           |
| 26 mai        | Supertramp          | Breakfast in America                    |           |
| 2 juin        | Supertramp          | Breakfast in America                    |           |
| 9 juin        | Supertramp          | Breakfast in America                    |           |
| 16 juin       | Donna Summer        | Bad Girls                               |           |
| 23 juin       | Supertramp          | Breakfast in America                    |           |
| 30 juin       | Supertramp          | Breakfast in America                    |           |
| 7 juillet     | Donna Summer        | Bad Girls                               |           |
| 14 juillet    | Donna Summer        | Bad Girls                               |           |
| 21 juillet    | Donna Summer        | Bad Girls                               |           |
| 28 juillet    | Donna Summer        | Bad Girls                               |           |
| 4 août        | Donna Summer        | Bad Girls                               |           |
| 11 août       | The Knack           | Get the Knack                           |           |
| 18 août       | The Knack           | Get the Knack                           |           |
| 25 août       | The Knack           | Get the Knack                           |           |
| 1er septembre | The Knack           | Get the Knack                           |           |
| 8 septembre   | The Knack           | Get the Knack                           |           |
| 15 septembre  | Led Zeppelin        | In Through the Out Door                 |           |
| 22 septembre  | Led Zeppelin        | In Through the Out Door                 |           |
| 29 septembre  | Led Zeppelin        | In Through the Out Door                 |           |
| 6 octobre     | Led Zeppelin        | In Through the Out Door                 |           |
| 13 octobre    | Led Zeppelin        | In Through the Out Door                 |           |
| 20 octobre    | Led Zeppelin        | In Through the Out Door                 |           |
| 27 octobre    | Led Zeppelin        | In Through the Out Door                 |           |
| 3 novembre    | Eagles              | The Long Run                            |           |
| 10 novembre   | Eagles              | The Long Run                            |           |
| 17 novembre   | Eagles              | The Long Run                            |           |
| 24 novembre   | Eagles              | The Long Run                            |           |
| 1er décembre  | Eagles              | The Long Run                            |           |
| 8 décembre    | Eagles              | The Long Run                            |           |
| 15 décembre   | Eagles              | The Long Run                            |           |
| 22 décembre   | Eagles              | The Long Run                            |           |
| 29 décembre   | Eagles              | The Long Run                            |           |